# Mario Bardi
Mario Bardi (Palermo, 1922 – Milano, 7 settembre 1998) è stato un pittore e artista italiano.

## Biografia
Mario Bardi è considerato uno dei maggiori rappresentanti del Realismo magico.
Nel 1947 abbandonò gli studi di ingegneria e si iscrisse all'Accademia di Belle Arti di Palermo, dove si laureò nel 1951.
Nello stesso anno si trasferì ad Aosta e nel 1954 a Torino.
Si trasferì a Milano all'inizio degli anni '60. Bardi vinse il Premio Suzzara nel 1963 e il Premio Tettamanti nel 1964 e ancora nel 1966.
Lo scrittore siciliano Leonardo Sciascia scriveva di Bardi: "Non c'è niente nelle sue immagini che la Sicilia non possa spiegare".

## Stile
Mario Bardi è un esponente del Realismo, del Realismo esistenziale e poi del Realismo magico, considerato il pittore contemporaneo più importante della Sicilia anche per averla rappresentata nelle sue molteplici forme.
Oggetto delle sue opere "degli anni Cinquanta sono gli umili, rappresentati con strutture massicce, pesanti, emblematiche di una condizione esistenziale difficile, carica di fatica e sofferenza. Dalla metà degli anni Sessanta la sua pittura si fa ancor più esplicitamente portatrice di contenuti di denuncia e critica sociale, rappresentando prima stragi e sciagure occorse nella sua terra d'origine, la Sicilia, poi gli orrori dei conflitti in tutto il mondo. Nel decennio seguente intraprende le serie dei Viceré, degli Inquisitori, dei Cardinali, simboli di un sistema oppressivo non più così evidente ed esplicitamente denunciato, come nelle opere precedenti, ma più sottile e velenoso. (cit. Premio Suzzara).

## Musei
- Museo del Novecento di Milano, Repressione (Milano 1898)
- Galleria d'arte moderna Sant'Anna
- Galleria Civica d'Arte Moderna e Contemporanea (Santhià)
- MAGA - Museo arte Gallarate (Varese), Metamorfosi: deformazione meccanica di un fiore
- Museo di Bagheria, Palermo[6]
- Galleria d'Arte Moderna all'Aperto Bondarte (Mezzana Mortigliengo)
- Collezione Luca Crippa, Seregno (Monza e Brianza)
- Galleria Civica d'arte contemporanea di Suzzara (MN),

## Premi artistici
- I Mostra Nazionale delle Accademie di Belle Arti, Roma, 1950
- Borsa di studio Regione Sicilia
- Premio Suzzara, 1963
- Premio Tettamantie Premio Affori, Milano, 1964
- Premio Francesco Torri, Milano, 1961
- Premio Sassetti, Milano, 1962 e 1965
- Premio Cinisello Balsamo e Premio Cassa di Risparmio, Milano, 1963
- Premio Il Ritratto Italiano, Salsomaggiore, 1964
- Premio Il Nostro Po, Milano 1966
- Il Polifemo d’Argento, Zafferana Etnea, 1968
- Il Jumbo Jet d’Oro, San Remo, 1970
- 1º Premio alla Biennale d’Arte di Genova, 1978
- Premio Gaudenzio Ferrari, Santhià, 1978
- 1º Premio Mostra Nazionale Trivero, 1990
- 1º Premio Mostra Nazionale Cologno Monzese, 1990

## Analisi critica
«Non c'è niente nelle sue immagini che la Sicilia non possa spiegare», scrisse Leonardo Sciascia, riconoscendo in Bardi non un semplice interprete dell’isola, ma il suo codificatore visivo più radicale. Nei suoi rossi incandescenti e negli aranci intensi come lava, la Sicilia si manifesta come entità viva: architetture barocche, chiese spogliate e tetti in cotto si fondono in una massa strutturale compatta, quasi un organismo geologico, in cui il paesaggio urbano diventa monolite culturale.
Il linguaggio pittorico di Bardi occupa una posizione unica: laddove Renato Guttuso ha narrato la Sicilia attraverso la figura umana e la denuncia diretta, Bardi la traduce in grammatica architettonica, sublimando l’identità in struttura. In questo senso, la sua ricerca si avvicina alla monumentalità di Mario Sironi, ma ne sovverte la cupezza industriale trasformandola in pulsazione mediterranea. Nel contesto internazionale, l’uso del colore da parte di Bardi richiama la potenza emotiva di Nicolas de Staël, pur restando ancorato a una memoria storica specifica; e nella sintesi formale, dialoga con l’espressionismo architettonico europeo degli anni Venti, proiettandolo nel contesto della luce e del calore mediterranei.
Le sue tele siciliane non rappresentano: incarnano. Ogni muro, ogni arco, ogni ombra diventa un frammento di epopea collettiva, una pietra miliare di un lessico visivo che ha trasformato la geografia in mitologia. 

## Esposizioni
- Mario Bardi, Aosta, 1951
- Mario Bardi, Gallerie 32, Milano, 1964
- Mario Bardi, Gallerie 32, Milano, 1967
- Mario Bardi, L'Agrifoglio, Milano, 1969
- Mario Bardi, a cura della Regione Sicilia, Albergo dei Poveri (Palermo), 1993
- Mario Bardi – Opere 1975 -1998, Provincia Regionale di Palermo, a cura di Anna Maria Ruta, Galleria 6, Palermo, 2006